# Красноглазый бычеглаз
Красноглазый бычеглаз (лат. Priacanthus tayenus) — вид лучепёрых рыб семейства каталуфовых. Максимальная длина тела 35 см. Распространены в Индо-Тихоокеанской области от Персидского залива до западного побережья Индии, на восток до Тихого океана, где встречаются от Тайваня на юг до Арафурского моря и северного Квинсленда, Австралия. Обитают на коралловых рифах, на глубине от 20 до 200 м. Безвредны для человека, существованию вида ничто не угрожает. Служат объектом мелкого коммерческого промысла.

## Описание
Тело, голова и радужная оболочка глаз от розового до красноватого цвета или серебристо-белые с розовым оттенком. Плавники розоватые. Брюшные плавники с характерными маленькими тёмно-фиолетовыми или чернильно-чёрными пятнами на перепонках и с 1 или 2 большими пятнами на соединительной брюшной мембране.
Максимальная длина тела 35 см, обычно до 25 см.

## Биология
Питаются рыбами и разнообразными донными беспозвоночными, включая ракообразных и моллюсков.